# Varzi-Xúdia
Varzi-Xúdia (en rus: Варзи-Шудья) és un poble d'Udmúrtia, a Rússia, que el 2012 no tenia cap habitant. Pertany al raion d'Alnaixi.